# 日向あみ
日向 あみ（ひなた あみ、1982年3月19日 - ）は、日本の元AV女優。埼玉県出身。
身長：154cm。スリーサイズ：B:83cm(C-65)、W:55cm、H:81cm 。血液型：A型。
趣味：犬の散歩   

## 略歴
- 2002年 - 『次の方どーぞ!!』でAVデビュー。

## 作品

### アダルトビデオ
- 次の方どーぞ!! （2002年6月28日、マックスエー）
- あみチャンネル （2002年7月30日、マックスエー）
- 妹の秘密 （2002年8月30日、マックスエー）
- 涙目ザーメン少女 （2002年10月15日、ムーディーズ）
- EROSTY DOLL （2002年11月15日、ムーディーズ）
- Angel ハイスクール （2003年3月15日、アイデアポケット）
- ザーメンクラブ1~ボクらが本当に見たいモノ~ （2003年3月20日、ワープエンタテインメント）
- マイドル ザーメン VOL.3 （2003年4月5日、ナチュラルハイ）
- Double! 日向あみ＆双葉このみ （2003年4月25日、桃太郎映像）
- ANAL VIP VOL.2 （2003年5月17日、ナチュラルハイ）
- 女子校生れず 先輩と私 49 （2003年6月19日、U＆K）
- 無制限生中出し 2 （2003年7月5日、ディープス）
- プライベートアイドル4 日向あみ～素顔のままで～ （2003年7月19日、ナチュラルハイ）
- 単体女優の美人マネージャーをみんなでヤっちゃったビデオ （インジャンバージョン）（2003年7月19日、ナチュラルハイ）
- 日向あみの露出紀行 ～北の国から～ （2003年8月19日、オブテインフューチャー）
- 恋の予感 （2004年7月9日、オブテインフューチャー）